# Timur Khoja ibn Ak Bugha
Timur Khoja ibn Ak Bugha (+1405) fou un amir mongol de Tamerlà, fill de l'amir Ak Bugha Naiman. Des del 1393 se l'esmenta com Hajji (que havia fet el pelegrinatge). No és probablement el mateix personatge de nom Timur Khoja que apareix als primers anys de la carrera de Tamerlà ja que a aquest se l'esmenta com Timur Khoja Aghlan o Oghlan, el que vol dir que era un genguiskànida, mentre que Timur Khoja ibn Akbuga era fill d'un mongol naiman; Timur Khoja Aghlan està documentat fins al 1365 i Ibn Akbugha no apareix fins 20 anys més tard.
El 1387 forces enviades per Toktamish procedents de Sighnak es van dirigir a Sabran (Àsia central) que fou assetjada. Estava defensada pel governador timúrida Timur Khoja ibn Akbugha que va resistir i finalment els atacants van aixecar el setge i van marxar cap altres llocs
El 1393, junt amb els amirs Sevinjik Bahadur i Mubashir Bahadur, amb un cos d'exèrcit, van penetrar profundament al país kurd. El 1394 Muhammad Dervix Barles estava encallat en el setge d'Alinjak i Timur li va enviar reforços manats per Timur Khoja. El 1396 es va produir una revolta a Yadz liderada per Sultan Muhammad ibn Abu Said, fill d'Abu Said Tebesi (descendent d'un servidor de la família mongol d'Abdallah ibn Mulai que al seu torn havia aconseguit fer-se independent al Kuhistan del sud amb seus a Raqa i Halvan. Timur va enviar al seu net el príncep Pir Muhammad ibn Jahangir junt amb l'amir Timur Khoja (i altres a Yadz; però abans d'arribar va rebre una contraordre: com que no hi havia prou herba pels cavalls a la zona de Yadz, les seves muntures es quedarien a Kiojek, al districte d'Esfahan i els soldats anirien a peu a Yadz; així es va fer i els assetjants van augmentar el nombre i donaven dos assalts diaris a la ciutat. El 1399 va ser deposat Miran Xah del seu govern de Takhi-i-Hulagu i Tamerlà va enviar a Tabriz a Timur Khoja ibn Akbugha i a Jalal al-Islam per anunciar la deposició del príncep i arrestar als seus principals amirs i col·laboradors. Els favorits de la cort, principalment músics i erudits, considerats instigadors del excessos de Miran Xah, van ser tots executats
El 1401 apareix com a governador de Hawiza, comprant el manteniment d'aquest govern al amir Sulayman Xah. A començaments del 1402 fou cridat per anar a Samarcanda (junt amb altres amirs) per ajudar en el govern de Transoxiana al príncep Muhammad Umar, del qual seria el lloctinent general; en principi s'havia previst que ho continuaria sent Hajji Saif al-Din Barles Nukuz, lloctinent del príncep Muhammad Sultan, però no podia ser ja que acabava de morir. El 1404 va sortir de Samarcanda per anar a rebre a Timur que tornava de la seva expedició a Anatòlia, Iraq i Síria.
No se li esmenta cap paper en les lluites successòries. El 1405 fou enviat per Khalil com un dels amirs en un contingent manat pel seu cosí Sultan Husayn Mirza (ara en el bàndol de Khalil) per portar una part del tresor a Balkh, en el trajecte els amirs foren arrestats i obligats a servir a Sultan Husayn; per atemorir als demès, dos dels amirs, Khoja Yusuf i Timur Khoja, foren executats.